# Vitim (fiume)

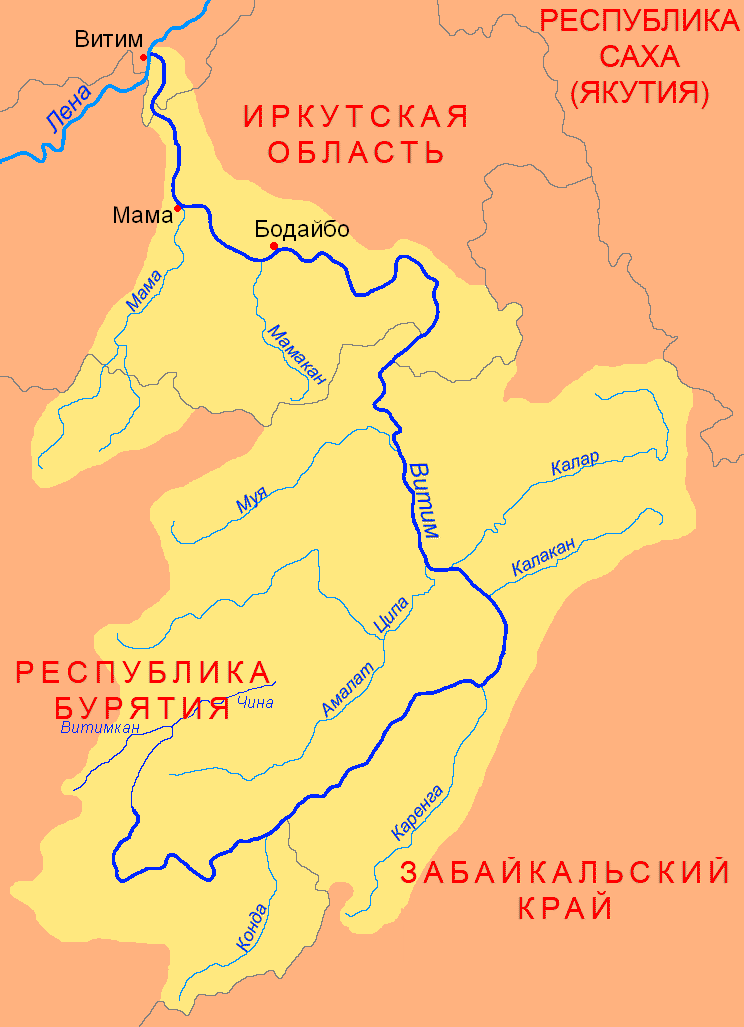
Bacino del Vitim

Il Vitim (in russo Витим?) è un fiume della Russia siberiana orientale, affluente di destra della Lena. Scorre nei rajon Bauntovskij ėvenkijskij, Eravninskij e Mujskij della Buriazia, nei rajon Tungokočenskij e  Kalarskij della Transbajkalia, nei rajon Bodajbinskij e Mamsko-Čujskij dell'Oblast' di Irkutsk e nel Lenskij ulus della Sacha-Jakuzia.

## Percorso
Nasce dalla piccola catena montuosa dei monti Ikatskij, situati ad oriente del lago Bajkal in una zona compresa fra i monti Stanovoj e i monti Jablonovyj, nella Repubblica Autonoma della Buriazia; si forma in seguito alla confluenza dei due rami sorgentiferi Vitimkan e Čina.
Scorre dapprima in direzione meridionale poi gira a nord-est seguendo il margine orientale dell'altopiano omonimo, successivamente compie un'ampia curva dirigendosi in direzione mediamente settentrionale ricevendo l'importante affluente Cipa. Prosegue quindi il suo corso in direzione nordovest, toccando Bodajbo, il maggior centro urbano bagnato dal fiume, e confluendo, dopo 1 837 km di corso (1 978 considerando come inizio le sorgenti del Vitimkan), nella Lena, presso l'abitato di Vitim, a 2714 km dalla foce, sul confine fra la Repubblica Autonoma della Sacha e l'Oblast' di Irkutsk. I maggiori affluenti del Vitim sono Konda, Karenga, Kalakan, Kalar, Bodajbo dalla destra idrografica, Cipa, Muja, Mamakan, Mama dalla sinistra.

## Bacino idrografico
Il Vitim è navigabile da Bodajbo fino alla foce, per complessivi 300 km circa; come tutti i fiumi siberiani, è bloccato dai ghiacci per sei-sette mesi l'anno. Nel suo bacino si rinvengono importanti giacimenti auriferi.
Nel bacino del fiume Vitim, il 25 settembre 2002, si osservò la caduta di un misterioso oggetto celeste (forse il nucleo di una cometa) in un evento analogo, tranne che nelle dimensioni, al disastroso evento della Tunguska del 1908.